# Озёра (Тверская область)
Озёра — деревня в Удомельском городском округе Тверской области России.  

## География
Располагается на юго-восточном берегу озера Вялье в 31 км северо-западнее Удомли.

## История
До упразднения уездно-губернского деления входило в состав Вышневолоцкого уезда.
Входила в состав  Мстинского сельского поселения и Удомельского района до их упразднения в 2015 году. 

## Инфраструктура
Личное подсобное хозяйство с зоной сельскохозяйственного использования, индивидуальная застройка усадебного типа.
- Дом Досуга
- Озеро-Горское почтовое отделение связи
- Озеро-Горский ФАП.

## Транспорт
Деревня доступна автотранспортом. Остановка общественного транспорта «Озёра». 